# SHUUBI
SHUUBI（シュウビ、1978年4月2日 - ）は、日本のシンガーソングライター。福岡県福岡市出身。血液型A型。

## 人物
ピアノを弾いて歌うシンガーソングライターで、作曲は幼少時代から習っていたピアノを使用。
3歳よりピアノを始め、5歳で作曲を開始、14歳のときにシンガーを目指す。16歳のときに作詞を始める。音楽大学で専門的にピアノを学びながら楽曲提供などを続け、在学中にメジャー・デビューを果たす。メジャー契約満了後は自主レーベルで活動を続ける。
アーティスト活動の他、楽曲提供や他アーティストのコンサートツアーやアルバム等にコーラスまたはピアノ演奏で参加している。また2005年公開の映画「ジーナ・K」（東宝、藤江儀全監督）では女優として主演を務め、映画音楽を初プロデュース。「みちのく映画祭」では主演女優として審査員特別賞を獲得している。

## 略歴
1999年2月、シングル「雲よ月を覆ってしまえ」で徳間ジャパンのロック専門レーベルBOURBON RECORDSよりデビュー。2000年、ユニバーサルミュージックに移籍。
2003年、オリジナルレーベル「SET ME FREE Records」を設立し、京都限定販売シングル「Free」をリリース。2004年、ミニアルバム『SET ME FREE』をリリース。タイのバンコクで開催された野外フェスティバル「Fat Festival 4」（約10万人動員）に出演。またタイのファッション誌にてモデルをつとめる。
2005年、アルバム『SHUUBI』をリリース。ASKAのコンサートツアーにコーラスとして参加（2006年まで）。野外フェスティバル『SUMMER SONIC 05』に出演。主演に抜擢された映画「ジーナ・K」が劇場公開される。ワンマンライブツアー「FIRST LIVE TOUR 2005 “ハジマリノトキ”」を東京、大阪、福岡の3カ所で開催。
2006年、ワンマンライブツアー『P-Pro LIVE TOUR 2006』を大阪・東京・京都で敢行。
2007年よりレギュラーイベント、レギュラーラジオ番組をスタート。2008年、日夜、曲を書きレコーディングに励み、女優として「みちのく映画祭」審査員特別賞受賞。
2009年1月、ギタリスト古川昌義とのコラボレーション・アルバム『please』（「SHUUBI with 古川昌義」名義）をリリース。『SUMMER SONIC 09』出演。10周年記念コンサートツアーを弾き語りで行う。
2010年、キーボーディストの森俊之のプロデュースで5年ぶりとなるオリジナル・アルバム『I Love, Your Love』を発表。リード曲「宝物」のミュージック・ビデオは映画監督の石井岳龍（石井聰互）によるもの。
2015年3月7日、オフィシャルHPにて、4月2日開催の15周年記念特別コンサートをもって、無期限の休業に入ることを発表。
2018年4月、約3年間の休止期間を経て活動を再開する。

## ディスコグラフィー
シングル
- 雲よ月を覆ってしまえ（1999年2月24日）
- うららかな（1999年6月9日）
- 愛の詞（1999年10月20日）
- ブレス（2001年2月21日）
- 紫陽花（2001年5月23日）
- ららら（2001年10月24日）
- Free（2003年11月27日、京都限定発売）
- Takaramono（2009年12月3日、ライブ会場限定）
- KNOCK（2012年8月29日レコチョク限定先行、同年9月26日iTunes他、配信限定）

アルバム
- 愛の種目（1999年12月1日）
- dummy（2001年11月21日）
- SET ME FREE（2004年6月16日、ミニアルバム）
- SHUUBI（2005年7月6日）
- please（2009年1月7日、コラボレーションアルバム）
- I Love, Your Love（2010年10月27日）